# Polyrhachis
Polyrhachis – rodzaj mrówek z podrodziny Formicinae.
Mrówki o ciele długości od 5 do 12 mm. Ich głowa jest wyposażona w długie czułki, u robotnic pozbawiona przyoczek. Najczęściej tułów i pomostek lub jedno z nich uzbrojone są w kolce. Gruczoły metapleuralne nie występują. Gaster ma pierwszy segment zajmujący co najmniej jego połowę i pierwszy tergit znacznie większy od drugiego. Brak w tym rodzaju wyraźnie zaznaczonego polimorfizmu.
Wiele gatunków jest nadrzewnych. Liczne używają do budowy gniazd jedwabiu wytwarzanego przez larwy.
Należy tu ponad 700 opisanych gatunków, w tym:
- Polyrhachis abnormis Donisthorpe, 1948
- Polyrhachis abrupta Mayr, 1867
- Polyrhachis aculeata Mayr, 1879
- Polyrhachis aedipus Forel, 1893
- Polyrhachis aenescens Stitz, 1910
- Polyrhachis aerope Wheeler, 1922
- Polyrhachis agesilas Forel, 1913
- Polyrhachis albertisi Emery, 1887
- Polyrhachis alexandri Karavaiev, 1906
- Polyrhachis alexisi Forel, 1916
- Polyrhachis alluaudi Emery, 1892
- Polyrhachis alphea Smith, 1863
- Polyrhachis alphena Smith, 1860
- Polyrhachis amana Smith, 1861
- Polyrhachis ammon Fabricius, 1775
- Polyrhachis ammonoeides Roger, 1863
- Polyrhachis andrei Emery, 1921
- Polyrhachis andromache Roger, 1863
- Polyrhachis angusta Forel, 1902
- Polyrhachis annae Mann, 1919
- Polyrhachis antennata Viehmeyer, 1912
- Polyrhachis antoniae Stitz, 1911
- Polyrhachis appendiculata Emery, 1893
- Polyrhachis arachne Emery, 1896
- Polyrhachis arcuata Le Guillou, 1842
- Polyrhachis argenteosignata Emery, 1900
- Polyrhachis argentosa Forel, 1902
- Polyrhachis armata Le Guillou, 1842
- Polyrhachis arnoldi Forel, 1914
- Polyrhachis asomaningi Bolton, 1973
- Polyrhachis aspasia Forel, 1911
- Polyrhachis atossa Forel, 1913
- Polyrhachis atropos Smith, 1860
- Polyrhachis atrovirens Emery, 1900
- Polyrhachis aurea Mayr, 1876
- Polyrhachis aureovestita Donisthorpe, 1937
- Polyrhachis auriformis Donisthorpe, 1943
- Polyrhachis aurita Emery, 1911
- Polyrhachis australis Mayr, 1870
- Polyrhachis bakeri Viehmeyer, 1916
- Polyrhachis bamaga Kohout, 1990
- Polyrhachis banghaasi Viehmeyer, 1922
- Polyrhachis barretti Clark, 1928
- Polyrhachis basirufa Emery, 1900
- Polyrhachis batesi Forel, 1911
- Polyrhachis beauforti Emery, 1911
- Polyrhachis beccarii Mayr, 1872
- Polyrhachis bedoti Forel, 1902
- Polyrhachis bellicosa Smith, 1859
- Polyrhachis bicolor Smith, 1858
- Polyrhachis bihamata Drury, 1773
- Polyrhachis binghamii Forel, 1893
- Polyrhachis biroi Forel, 1907
- Polyrhachis bouvieri Santschi, 1928
- Polyrhachis braxa Bolton, 1973
- Polyrhachis bubala Stitz, 1925
- Polyrhachis bubastes Smith, 1863
- Polyrhachis bugnioni Forel, 1908
- Polyrhachis burmanensis Donisthorpe, 1938
- Polyrhachis caeciliae Forel, 1912
- Polyrhachis calliope Emery, 1900
- Polyrhachis calypso Forel, 1911
- Polyrhachis carbonaria Smith, 1857
- Polyrhachis carinata Fabricius, 1804
- Polyrhachis castaneiventris Smith, 1858
- Polyrhachis caulomma Viehmeyer, 1914
- Polyrhachis cedarensis Forel, 1915
- Polyrhachis cephalotes Emery, 1893
- Polyrhachis ceramensis Mayr, 1883
- Polyrhachis chalybea Smith, 1857
- Polyrhachis charaxa Smith, 1860
- Polyrhachis chartifex Emery, 1900
- Polyrhachis cheesmanae Donisthorpe, 1937
- Polyrhachis cingula Donisthorpe, 1947
- Polyrhachis clarkei Donisthorpe, 1949
- Polyrhachis cleopatra Forel, 1902
- Polyrhachis cleophanes Smith, 1861
- Polyrhachis clio Forel, 1902
- Polyrhachis clotho Forel, 1902
- Polyrhachis coerulescens Emery, 1897
- Polyrhachis compressicornis Smith, 1860
- Polyrhachis concava Andre, 1889
- Polyrhachis conops Forel, 1901
- Polyrhachis consimilis Smith, 1858
- Polyrhachis constricta Emery, 1897
- Polyrhachis constructor Smith, 1857
- Polyrhachis contemta Mayr, 1876
- Polyrhachis continua Emery, 1887
- Polyrhachis convexa Roger, 1863
- Polyrhachis cornuta Stitz, 1910
- Polyrhachis coronata Santschi, 1928
- Polyrhachis craddocki Bingham, 1903
- Polyrhachis crassispinosa Viehmeyer, 1914
- Polyrhachis crawleyi Forel, 1916
- Polyrhachis creusa Emery, 1897
- Polyrhachis croceiventris Emery, 1900
- Polyrhachis cryptoceroides Emery, 1887
- Polyrhachis cubaensis Mayr, 1862
- Polyrhachis cupreata Emery, 1895
- Polyrhachis curta Emery, 1890
- Polyrhachis cyaniventris Smith, 1858
- Polyrhachis cyrtomyrmoides Donisthorpe, 1947
- Polyrhachis cyrus Forel, 1901
- Polyrhachis daemeli Mayr, 1876
- Polyrhachis dahlii Forel, 1901
- Polyrhachis daphne Wheeler, 1919
- Polyrhachis davydovi Karavaiev, 1927
- Polyrhachis debilis Emery, 1887
- Polyrhachis decellei Bolton, 1973
- Polyrhachis decemdentata Andre, 1889
- Polyrhachis delicata Crawley, 1915
- Polyrhachis demangei Santschi, 1910
- Polyrhachis dentata Donisthorpe, 1947
- Polyrhachis denticulata Karavaiev, 1927
- Polyrhachis derecyna Smith, 1871
- Polyrhachis diana Wheeler, 1909
- Polyrhachis diaphanta Smith, 1861
- Polyrhachis diotima Forel, 1911
- Polyrhachis distincta Karavaiev, 1927
- Polyrhachis dives Smith, 1857
- Polyrhachis doddi Donisthorpe, 1938
- Polyrhachis dohrni Forel, 1901
- Polyrhachis dolichocephala Viehmeyer, 1914
- Polyrhachis dolomedes Smith, 1863
- Polyrhachis dorsorugosa Forel, 1913
- Polyrhachis durbanensis Forel, 1914
- Polyrhachis durvillei Donisthorpe, 1938
- Polyrhachis edwardi Donisthorpe, 1948
- Polyrhachis elii Emery, 1900
- Polyrhachis emeryana Mann, 1919
- Polyrhachis emmae Santschi, 1920
- Polyrhachis equina Smith, 1857
- Polyrhachis erato Forel, 1902
- Polyrhachis eremita Kohout, 1990
- Polyrhachis erosispina Emery, 1900
- Polyrhachis esarata Bolton, 1973
- Polyrhachis escherichi Viehmeyer, 1914
- Polyrhachis etheli Chapman, 1963
- Polyrhachis eudora Smith, 1860
- Polyrhachis euryala Smith, 1863
- Polyrhachis eurynota Emery, 1897
- Polyrhachis euterpe Forel, 1902
- Polyrhachis exarata Emery, 1887
- Polyrhachis excellens Viehmeyer, 1912
- Polyrhachis excisa Mayr, 1867
- Polyrhachis exercita Walker, 1859
- Polyrhachis exotica Kohout, 1987
- Polyrhachis femorata Smith, 1858
- Polyrhachis fervens Smith, 1860
- Polyrhachis fissa Mayr, 1902
- Polyrhachis flavibasis Clark, 1930
- Polyrhachis flavicornis Smith, 1857
- Polyrhachis flavoflagellata Karavaiev, 1927
- Polyrhachis follicula Menozzi, 1926
- Polyrhachis foreli Kohout, 1989
- Polyrhachis fornicata Emery, 1900
- Polyrhachis fortis Emery, 1893
- Polyrhachis frauenfeldi Mayr, 1862
- Polyrhachis fruhstorferi Emery, 1898
- Polyrhachis fulgens Viehmeyer, 1912
- Polyrhachis furcata Smith, 1858
- Polyrhachis furcula Emery, 1911
- Polyrhachis fuscipes Mayr, 1862
- Polyrhachis gab Forel, 1879
- Polyrhachis gagates Smith, 1858
- Polyrhachis gamaii Santschi, 1917
- Polyrhachis geminata Mann, 1919
- Polyrhachis geometrica Smith, 1859
- Polyrhachis gestroi Emery, 1900
- Polyrhachis gibba Emery, 1901
- Polyrhachis glabrinota Clark, 1930
- Polyrhachis glykera Forel, 1912
- Polyrhachis gracilior Forel, 1893
- Polyrhachis grandis Donisthorpe, 1949
- Polyrhachis gravis Clark, 1930
- Polyrhachis greensladei Kohout, 1990
- Polyrhachis gribodoi Emery, 1887
- Polyrhachis guerini Roger, 1863
- Polyrhachis halidayi Emery, 1889
- Polyrhachis hastata Latreille, 1802
- Polyrhachis hauxwelli Bingham, 1903
- Polyrhachis hector Smith, 1857
- Polyrhachis heinlethii Forel, 1895
- Polyrhachis hemiopticoides Mukerjee, 1930
- Polyrhachis hera Forel, 1911
- Polyrhachis hermione Emery, 1895
- Polyrhachis hexacantha Erichson, 1842
- Polyrhachis hippomanes Smith, 1861
- Polyrhachis hirsuta Mayr, 1876
- Polyrhachis hirta Viehmeyer, 1914
- Polyrhachis hodgsoni Forel, 1902
- Polyrhachis hookeri Lowne, 1865
- Polyrhachis horacei Hung, 1967
- Polyrhachis horni Emery, 1901
- Polyrhachis hostilis Smith, 1859
- Polyrhachis hungi Bolton, 1974
- Polyrhachis ignota Kohout, 1987
- Polyrhachis illaudata Walker, 1859
- Polyrhachis inclusa Viehmeyer, 1912
- Polyrhachis inconspicua Emery, 1887
- Polyrhachis indificans Jerdon, 1851
- Polyrhachis inermis Smith, 1858
- Polyrhachis insularis Emery, 1887
- Polyrhachis inusitata Kohout, 1989
- Polyrhachis io Forel, 1915
- Polyrhachis isacantha Emery, 1887
- Polyrhachis ithona Smith, 1860
- Polyrhachis jacksoniana Roger, 1863
- Polyrhachis jacobsoni Forel, 1909
- Polyrhachis jerdonii Forel, 1892
- Polyrhachis jianghuaensis Wang & Wu, 1991
- Polyrhachis jurii Karavaiev, 1935
- Polyrhachis kaipi Mann, 1919
- Polyrhachis karawaiewi Santschi, 1928
- Polyrhachis keratifera Karavaiev, 1927
- Polyrhachis khepra Bolton, 1973
- Polyrhachis labella Smith, 1860
- Polyrhachis laboriosa Smith, 1858
- Polyrhachis lachesis Forel, 1897
- Polyrhachis laciniata Emery, 1900
- Polyrhachis lacteipennis Smith, 1858
- Polyrhachis laevigata Smith, 1857
- Polyrhachis laevissima Smith, 1858
- Polyrhachis lama Kohout, 1994
- Polyrhachis lamellidens Smith, 1874
- Polyrhachis laminata Mayr, 1867
- Polyrhachis lanuginosa Santschi, 1910
- Polyrhachis lata Emery, 1895
- Polyrhachis latharis Bolton, 1973
- Polyrhachis latinota Viehmeyer, 1912
- Polyrhachis latispina Emery, 1925
- Polyrhachis latona Wheeler, 1909
- Polyrhachis latreillei Guérin-Méneville, 1838
- Polyrhachis lauta Santschi, 1910
- Polyrhachis leae Forel, 1913
- Polyrhachis leonidas Forel, 1901
- Polyrhachis leopoldi Santschi, 1932
- Polyrhachis lestoni Bolton, 1973
- Polyrhachis levior Roger, 1863
- Polyrhachis lilianae Forel, 1911
- Polyrhachis limbata Emery, 1897
- Polyrhachis limitis Santschi, 1939
- Polyrhachis linae Donisthorpe, 1938
- Polyrhachis lombokensis Emery, 1898
- Polyrhachis longipes Smith, 1859
- Polyrhachis loriai Emery, 1897
- Polyrhachis loweryi Kohout, 1990
- Polyrhachis lownei Forel, 1895
- Polyrhachis lucens Donisthorpe, 1947
- Polyrhachis luctuosa Emery, 1921
- Polyrhachis lugens Mayr, 1867
- Polyrhachis lycidas Smith, 1861
- Polyrhachis lydiae Forel, 1902
- Polyrhachis machaon Santschi, 1920
- Polyrhachis mackayi Donisthorpe, 1938
- Polyrhachis macropa Wheeler, 1916
- Polyrhachis maculata Forel, 1915
- Polyrhachis magnifica Menozzi, 1926
- Polyrhachis malaensis Mann, 1919
- Polyrhachis marginata Smith, 1859
- Polyrhachis medusa Forel, 1897
- Polyrhachis melpomene Emery, 1897
- Polyrhachis menelas Forel, 1904
- Polyrhachis menozzii Karavaiev, 1927
- Polyrhachis metella Smith, 1860
- Polyrhachis micans Mayr, 1876
- Polyrhachis militaris Fabricius, 1782
- Polyrhachis mindanaensis Emery, 1923
- Polyrhachis mitrata Menozzi, 1932
- Polyrhachis mjobergi Forel, 1915
- Polyrhachis modesta Smith, 1857
- Polyrhachis moeschi Forel, 1912
- Polyrhachis moesta Emery, 1887
- Polyrhachis mondoi Donisthorpe, 1938
- Polyrhachis monista Santschi, 1910
- Polyrhachis montana Hung, 1970
- Polyrhachis mucronata Smith, 1859
- Polyrhachis muelleri Forel, 1893
- Polyrhachis murina Emery, 1893
- Polyrhachis mystica Karavaiev, 1927
- Polyrhachis neptunus Smith, 1865
- Polyrhachis nigra Mayr, 1862
- Polyrhachis nigrescens Karavaiev, 1927
- Polyrhachis nigriceps Smith, 1863
- Polyrhachis nigrita Mayr, 1895
- Polyrhachis nigropilosa Mayr, 1872
- Polyrhachis nitens Donisthorpe, 1943
- Polyrhachis nitida Smith, 1857
- Polyrhachis nofra Bolton, 1975
- Polyrhachis nudata Smith, 1860
- Polyrhachis numeria Smith, 1861
- Polyrhachis obscura Forel, 1895
- Polyrhachis obtusa Emery, 1897
- Polyrhachis ochracea Karavaiev, 1927
- Polyrhachis oedacantha Wheeler, 1919
- Polyrhachis olena Smith, 1861
- Polyrhachis olybria Forel, 1912
- Polyrhachis omyrmex Donisthorpe, 1938
- Polyrhachis opalescens Clark, 1930
- Polyrhachis ops Forel, 1907
- Polyrhachis ornata Mayr, 1876
- Polyrhachis orpheus Forel, 1911
- Polyrhachis orsylla Smith, 1861
- Polyrhachis osae Mann, 1919
- Polyrhachis osiris Bolton, 1975
- Polyrhachis otleti Forel, 1916
- Polyrhachis pallescens Mayr, 1876
- Polyrhachis pallipes Donisthorpe, 1948
- Polyrhachis parabiotica Chapman, 1963
- Polyrhachis paracamponota Wang & Wu, 1991
- Polyrhachis paromala Smith, 1863
- Polyrhachis patiens Santschi, 1920
- Polyrhachis paxilla Smith, 1863
- Polyrhachis pellita Menozzi, 1922
- Polyrhachis penelope Forel, 1895
- Polyrhachis peregrina Smith, 1860
- Polyrhachis personata Wheeler, 1919
- Polyrhachis phalerata Menozzi, 1926
- Polyrhachis phidias Forel, 1910
- Polyrhachis philippinensis Smith, 1858
- Polyrhachis phryne Forel, 1907
- Polyrhachis piliventris Smith, 1858
- Polyrhachis pilosa Donisthorpe, 1938
- Polyrhachis plato Forel, 1911
- Polyrhachis platynota Stitz, 1933
- Polyrhachis platyomma Emery, 1921
- Polyrhachis polymnia Forel, 1902
- Polyrhachis porcata Emery, 1921
- Polyrhachis pressa Mayr, 1862
- Polyrhachis prometheus Santschi, 1920
- Polyrhachis proxima Roger, 1863
- Polyrhachis pruinosa Mayr, 1872
- Polyrhachis pseudothrinax Hung, 1967
- Polyrhachis pubescens Mayr, 1879
- Polyrhachis punctata Karavaiev, 1927
- Polyrhachis punctillata Roger, 1863
- Polyrhachis punctiventris Mayr, 1876
- Polyrhachis pyrgops Viehmeyer, 1912
- Polyrhachis pyrrhus Forel, 1910
- Polyrhachis queenslandica Emery, 1895
- Polyrhachis ralumensis Forel, 1901
- Polyrhachis rastellata Latreille, 1802
- Polyrhachis reclinata Emery, 1887
- Polyrhachis regesa Bolton, 1973
- Polyrhachis regularis Mayr, 1867
- Polyrhachis relucens Latreille, 1802
- Polyrhachis rere Mann, 1919
- Polyrhachis restituta Viehmeyer, 1913
- Polyrhachis retrorsa Emery, 1900
- Polyrhachis revoili Andre, 1887
- Polyrhachis rhea Forel, 1911
- Polyrhachis ridleyi Forel, 1912
- Polyrhachis rixosa Smith, 1858
- Polyrhachis rossi Donisthorpe, 1948
- Polyrhachis rotumana Wilson & Taylor, 1967
- Polyrhachis rotundiceps Karavaiev, 1927
- Polyrhachis rowlandi Forel, 1910
- Polyrhachis rubigastrica Wu & Wang, 1991
- Polyrhachis rubiginosa Le Guillou, 1842
- Polyrhachis ruficornis Smith, 1857
- Polyrhachis rufifemur Forel, 1907
- Polyrhachis rufipalpis Santschi, 1910
- Polyrhachis rufipes Smith, 1858
- Polyrhachis rufofemorata Smith, 1859
- Polyrhachis rugifrons Smith, 1860
- Polyrhachis rupicapra Roger, 1863
- Polyrhachis rustica Kohout, 1990
- Polyrhachis saevissima Smith, 1860
- Polyrhachis saigonensis Forel, 1886
- Polyrhachis salomo Forel, 1910
- Polyrhachis santschii Mann, 1919
- Polyrhachis sappho Forel, 1911
- Polyrhachis scabra Kohout, 1987
- Polyrhachis scapulata Santschi, 1932
- Polyrhachis schang Forel, 1879
- Polyrhachis schenckii Forel, 1886
- Polyrhachis schistacea Gerstaecker, 1859
- Polyrhachis schizospina Karavaiev, 1927
- Polyrhachis schlueteri Forel, 1886
- Polyrhachis schoopae Forel, 1902
- Polyrhachis schwiedlandi Forel, 1902
- Polyrhachis scissa Roger, 1862
- Polyrhachis sculpta Emery, 1887
- Polyrhachis sculpturata Smith, 1860
- Polyrhachis scutulata Smith, 1859
- Polyrhachis semiaurata Mayr, 1876
- Polyrhachis semiobscura Donisthorpe, 1944
- Polyrhachis semipolita Andre, 1896
- Polyrhachis senilis Forel, 1902
- Polyrhachis sericata Guerin-Meneville, 1831
- Polyrhachis sericeopubescens Donisthorpe, 1941
- Polyrhachis sexspinosa Latreille, 1802
- Polyrhachis sidnica Mayr, 1866
- Polyrhachis similis Viehmeyer, 1912
- Polyrhachis simillima Emery, 1900
- Polyrhachis smithi Emery, 1901
- Polyrhachis sokolova Forel, 1902
- Polyrhachis solivaga Menozzi, 1926
- Polyrhachis solmsi Emery, 1887
- Polyrhachis sophocles Forel, 1908
- Polyrhachis sparaxes Smith, 1863
- Polyrhachis spengeli Forel, 1912
- Polyrhachis spinicola Forel, 1894
- Polyrhachis spinifera Stitz, 1911
- Polyrhachis spinigera Mayr, 1879
- Polyrhachis spinosa Mayr, 1867
- Polyrhachis spitteleri Forel, 1916
- Polyrhachis splendens Santschi, 1932
- Polyrhachis starri Kohout, 2013
- Polyrhachis stigmatifera Kohout, 1990
- Polyrhachis stitzi Santschi, 1928
- Polyrhachis storki Kohout, 2008
- Polyrhachis striata Mayr, 1862
- Polyrhachis striatorugosa Mayr, 1862
- Polyrhachis stricta Kohout, 2013
- Polyrhachis strictifrons Emery, 1898
- Polyrhachis strumosa Kohout, 2006
- Polyrhachis stylifera Karavaiev, 1935
- Polyrhachis subaenescens Viehmeyer, 1912
- Polyrhachis subcyanea Emery, 1897
- Polyrhachis subfossa Viehmeyer, 1913
- Polyrhachis subfossoides Karavaiev, 1927
- Polyrhachis submarginata Rigato, 2016
- Polyrhachis subpilosa Emery, 1895
- Polyrhachis subtridens Emery, 1900
- Polyrhachis sukarmani Kohout, 2007
- Polyrhachis sulang Kohout, 200
- Polyrhachis sulawesiensis Kohout, 2008
- Polyrhachis sulcata Andre, 1895
- Polyrhachis sulcifera Kohout, 2007
- Polyrhachis sylvicola Jerdon, 1851
- Polyrhachis tambourinensis Forel, 1915
- Polyrhachis tanami Kohout, 2013
- Polyrhachis tapini Kohout, 2013
- Polyrhachis taylori Kohout, 1988
- Polyrhachis templi Forel, 1902
- Polyrhachis tenebra Kohout, 2013
- Polyrhachis terminata Rigato, 2016
- Polyrhachis ternatae Karavaiev, 1933
- Polyrhachis terpsichore Forel, 1893
- Polyrhachis tersa Viehmeyer, 1914
- Polyrhachis textor Smith, 1857
- Polyrhachis thailandica Kohout, 2006
- Polyrhachis thais Forel, 1910
- Polyrhachis thompsoni Bingham, 1903
- Polyrhachis thrinax Roger, 1863
- Polyrhachis thusnelda Forel, 1902
- Polyrhachis tianjingshanensis Quin & Zhou, 2008
- Polyrhachis tibialis Smith, 1858
- Polyrhachis tragos Stitz, 1925
- Polyrhachis transiens Bolton, 1973
- Polyrhachis trapezoidea Mayr, 1876
- Polyrhachis triaena Wheeler, 1919
- Polyrhachis tricuspis Andre, 1887
- Polyrhachis trina Donisthorpe, 1944
- Polyrhachis trispinosa Smith, 1861
- Polyrhachis tristis Mayr, 1867
- Polyrhachis trophima Smith, 1863
- Polyrhachis tschu Forel, 1879
- Polyrhachis tubericeps Forel, 1893
- Polyrhachis tuberosa Kohout, 2006
- Polyrhachis tubifera Forel, 1902
- Polyrhachis tubifex Karavaiev, 1926
- Polyrhachis turneri Forel, 1895
- Polyrhachis tyrannica Smith, 1858
- Polyrhachis ugiensis Mann, 1919
- Polyrhachis ulysses Forel, 1910
- Polyrhachis umboi Kohout, 2007
- Polyrhachis uncaria Kohout, 2013
- Polyrhachis undulata Kohout, 2006
- Polyrhachis unicornis Kohout, 2013
- Polyrhachis unicuspis Emery, 1898
- Polyrhachis vanachterbergi Kohout, 2008
- Polyrhachis varicolor Viehmeyer, 1916
- Polyrhachis variegata Kohout, 2007
- Polyrhachis venus Forel, 1893
- Polyrhachis vermiculosa Mayr, 1876
- Polyrhachis vernoni Kohout, 2013
- Polyrhachis vestita Smith, 1860
- Polyrhachis viehmeyeri Emery, 1921
- Polyrhachis vigilans Smith, 1858
- Polyrhachis villipes Smith, 1857
- Polyrhachis villosa Emery, 1897
- Polyrhachis vindex Smith, 1857
- Polyrhachis viola Zettel, 2013
- Polyrhachis violaceonigra Viehmeyer, 1914
- Polyrhachis viscosa Smith, 1858
- Polyrhachis vitalisi Santschi, 1920
- Polyrhachis volkarti Forel, 1916
- Polyrhachis wagneri Viehmeyer, 1914
- Polyrhachis waigeuensis Donisthorpe, 1943
- Polyrhachis wallacei Emery, 1887
- Polyrhachis wamuki Kohout, 2007
- Polyrhachis wardi Kohout, 2007
- Polyrhachis watanasiti Kohout, 2013
- Polyrhachis weiri Kohout, 2013
- Polyrhachis weissi Santschi, 1910
- Polyrhachis wellmani Forel, 1909
- Polyrhachis wheeleri Mann, 1919
- Polyrhachis widodoi Kohout, 2006
- Polyrhachis wilmsi Forel, 1910
- Polyrhachis wilsoni Kohout, 2007
- Polyrhachis wolfi Forel, 1912
- Polyrhachis wroughtonii Forel, 1894
- Polyrhachis xanthippe Forel, 1911
- Polyrhachis xiphias Smith, 1863
- Polyrhachis yarrabahensis Forel, 1915
- Polyrhachis yerburyi Forel, 1893
- Polyrhachis yorkana Forel, 1915
- Polyrhachis ypsilon Emery, 1887
- Polyrhachis zhengi Zhou & Huang, 2002
- Polyrhachis zimmerae Clark, 1941
- Polyrhachis zopyra Smith, 1861